# جورج سميث (سياسي)
جورج سميث (بالإنجليزية: George Smith)‏ (و. 1852 – 1930 م) هو سياسي، من كندا، كان عضوًا في حزب الأحرار الكندي، توفي عن عمر يناهز 78 عاماً.

## مناصب
تولى منصب عضو مجلس العموم الكندي.

## التعليم
تعلم في جامعة تورنتو.